# Antilophia
Antilophia là một chi chim trong họ Pipridae.

## Hình ảnh

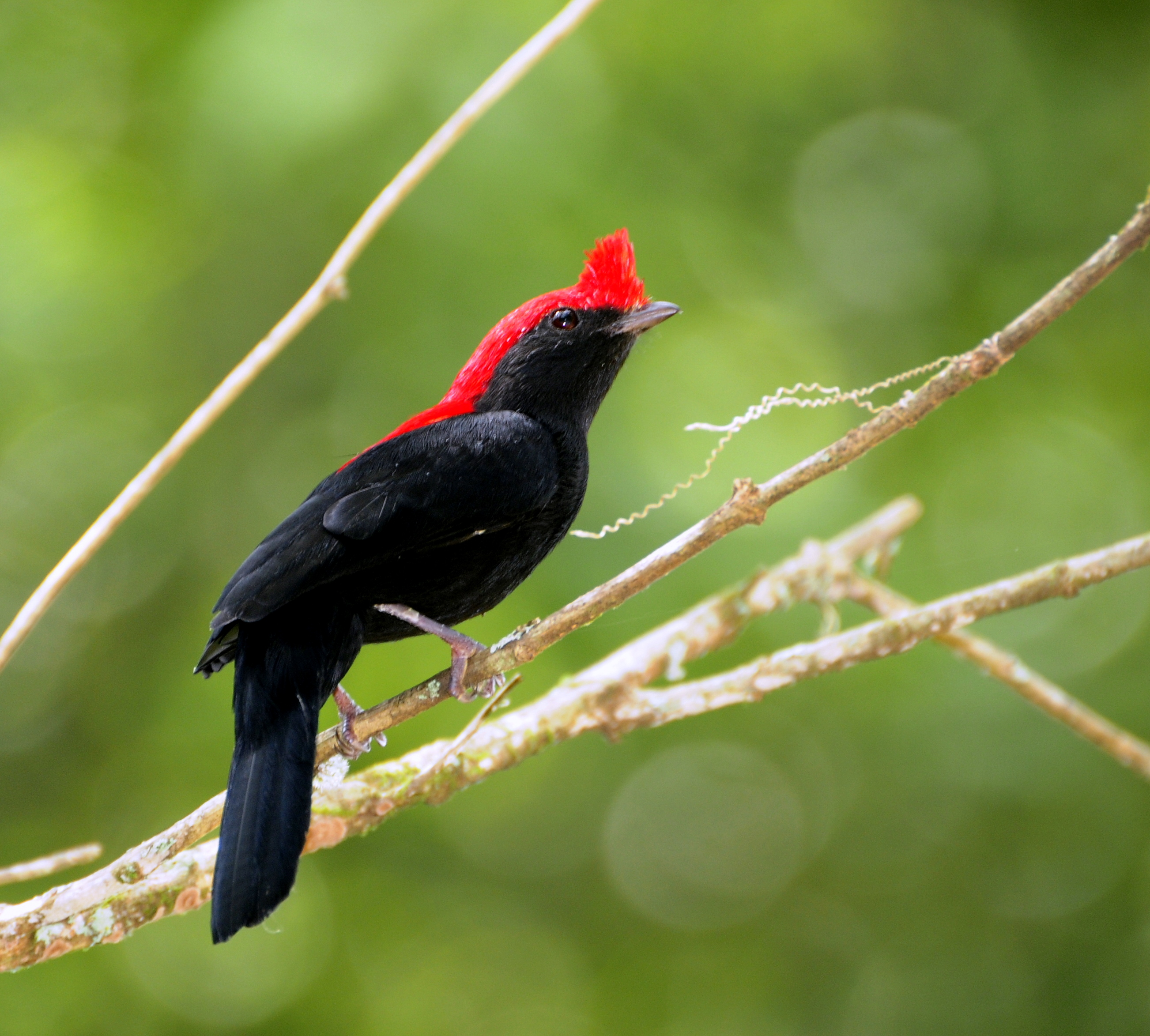
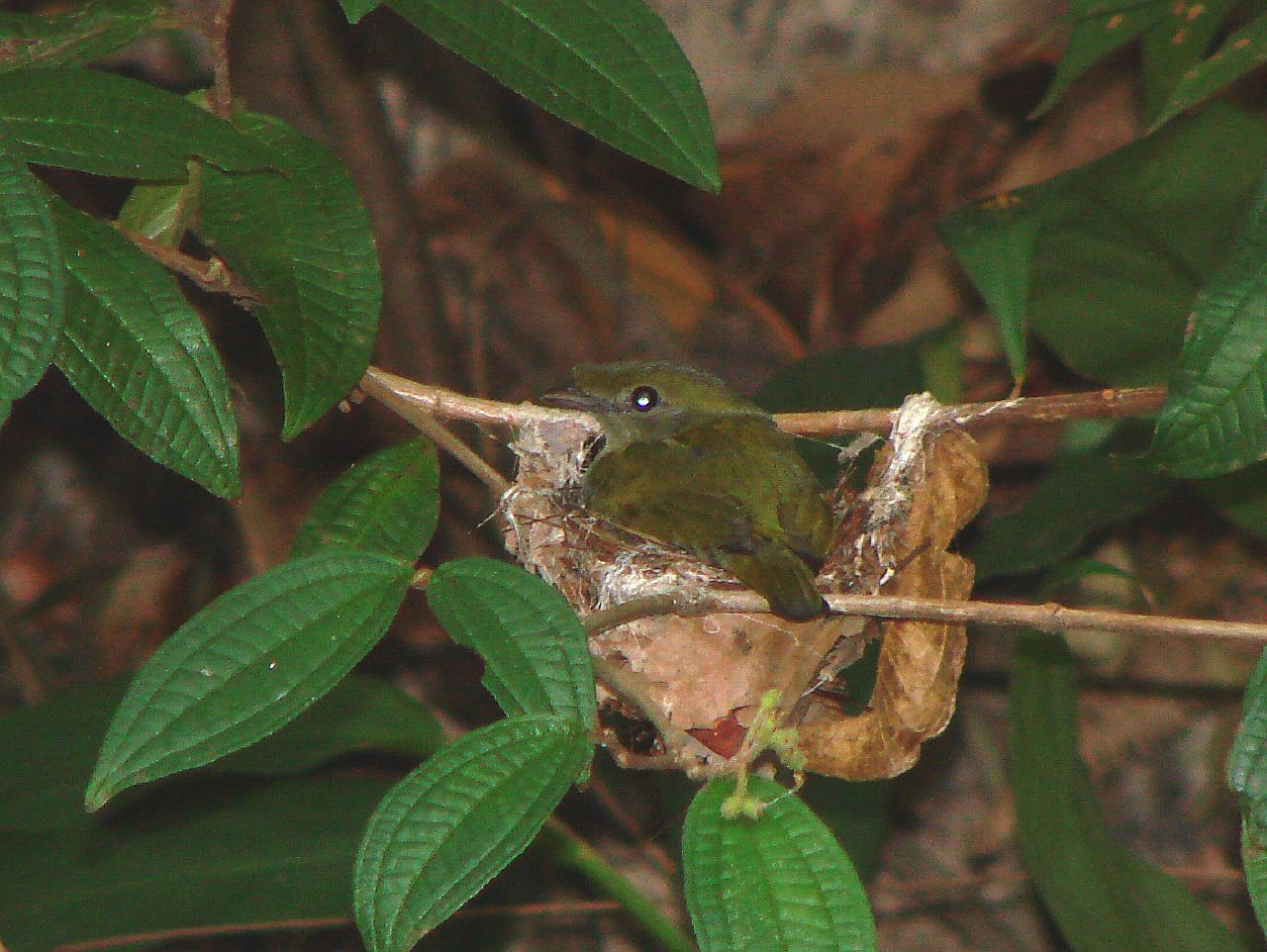